# Roberto Reine de Carthage
Roberto Reine de Carthage, né le 24 février 1982, est un artiste percussionniste mauricien, membre fondateur du groupe Blackmen Bluz, puis aux côtés de Hans Nayna au sein du groupe FIVE.
Passionné de musique, il est directeur-fondateur de la société Mouv Production ayant pour vocation de développer le milieu culturel et plus particulièrement musical à l'île Maurice .
Il est, avec Damien Bathurst, le cofondateur du Dombeya Music Festival dont il assure depuis 2015, la supervision générale et la direction artistique,. L'aventure se poursuit en 2017